# Le Cycle des deux horizons

Le Cycle des deux horizons est une série de bande dessinée écrite par Makyo, dessinée par Christian Rossi et coloriée par Emmanuel Castella. Ses trois albums ont été publiés entre 1990 et 1993 par Delcourt.

## Albums
- Le Cycle des deux horizons, Delcourt, collection « Conquistador » :

1. Jordan, 1990  (ISBN 2-906187-52-6).
2. Selma, 1991  (ISBN 2-906187-71-2).
3. Le Cœur du voyage, 1993  (ISBN 2-84055-013-X).

- Le Cycle des deux horizons : Édition intégrale, Delcourt, coll. « Conquistador », 1995  (ISBN 2-84055-073-3).